# Labidostomis heinzi
Labidostomis heinzi is een keversoort uit de familie bladkevers (Chrysomelidae). De wetenschappelijke naam van de soort werd in 1993 gepubliceerd door Lopatin.